# TT52
La tombe thébaine TT 52 est située à Cheikh Abd el-Gournah, dans la nécropole thébaine, sur la rive ouest du Nil, face à Louxor en Égypte.
C'est la sépulture de Nakht, scribe, astronome d'Amon.

## Architecture et décoration
L'architecture et la décoration de cette tombe est conforme aux standards des tombes thébaines du Nouvel Empire. Elle est disposée en T comme la plupart des tombes de nobles.

Tombe de Nakht
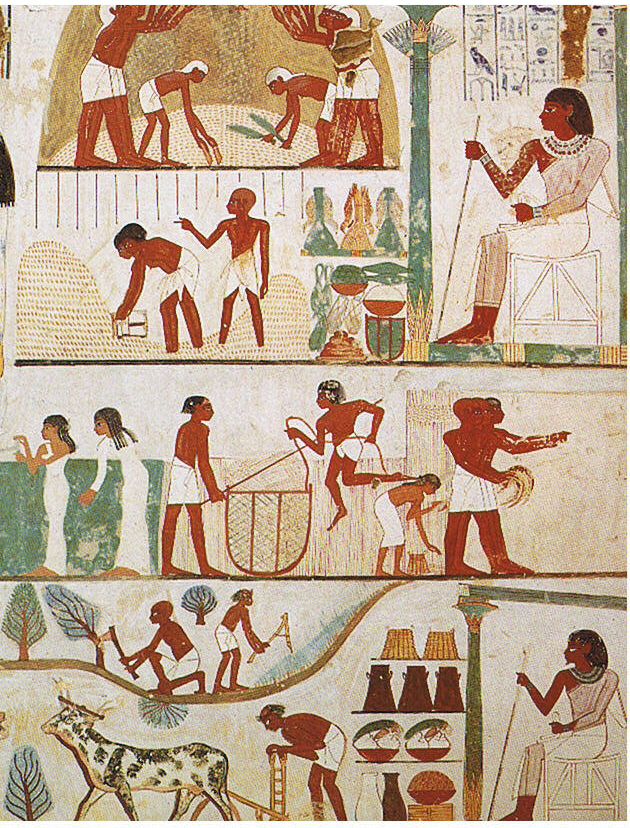
Scènes agricoles
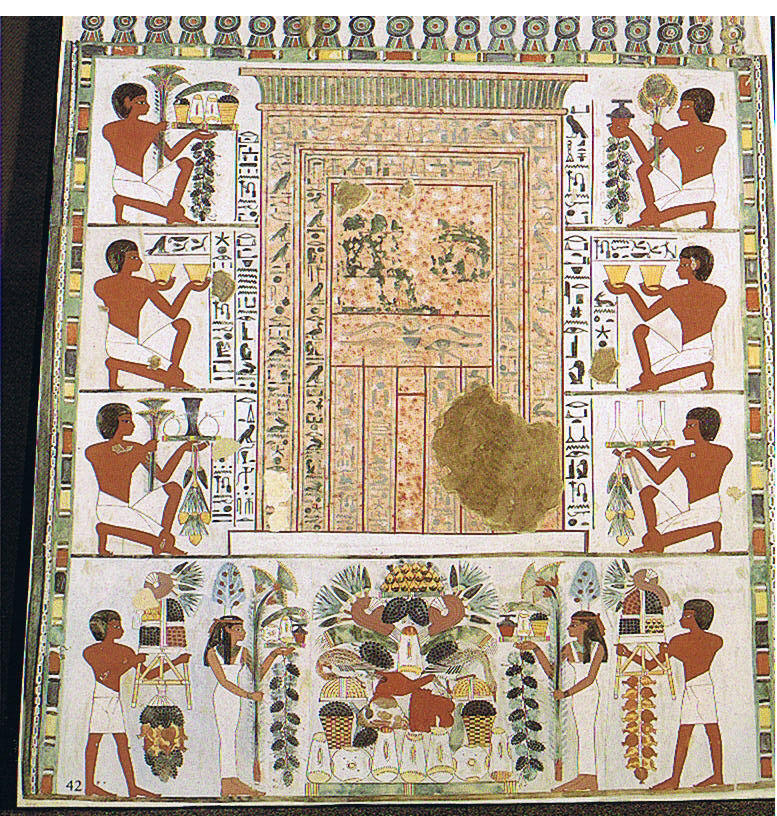
Fausse porte
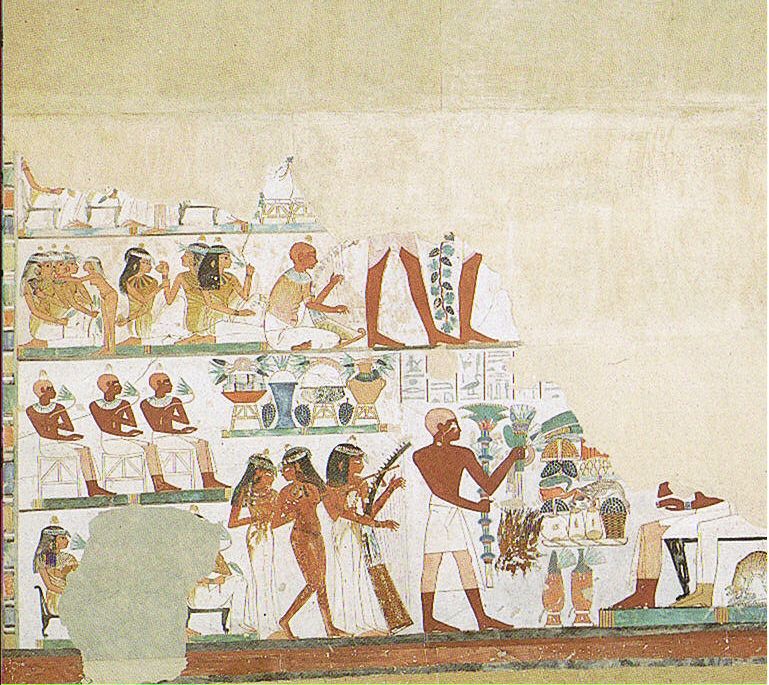
Nakht, suivi de danseuses et musiciennes
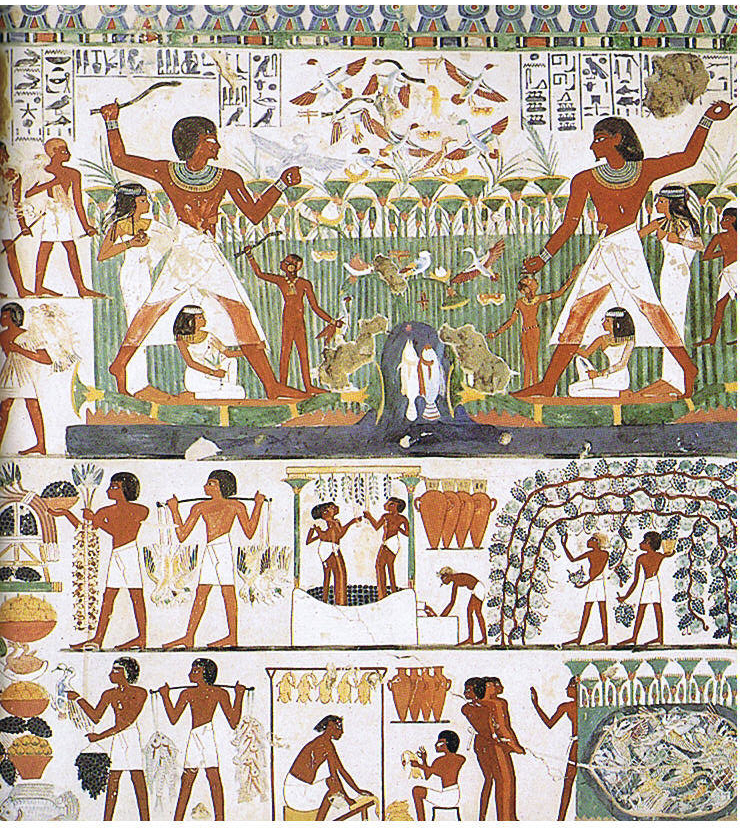
Nakht à la chasse et à la pêche
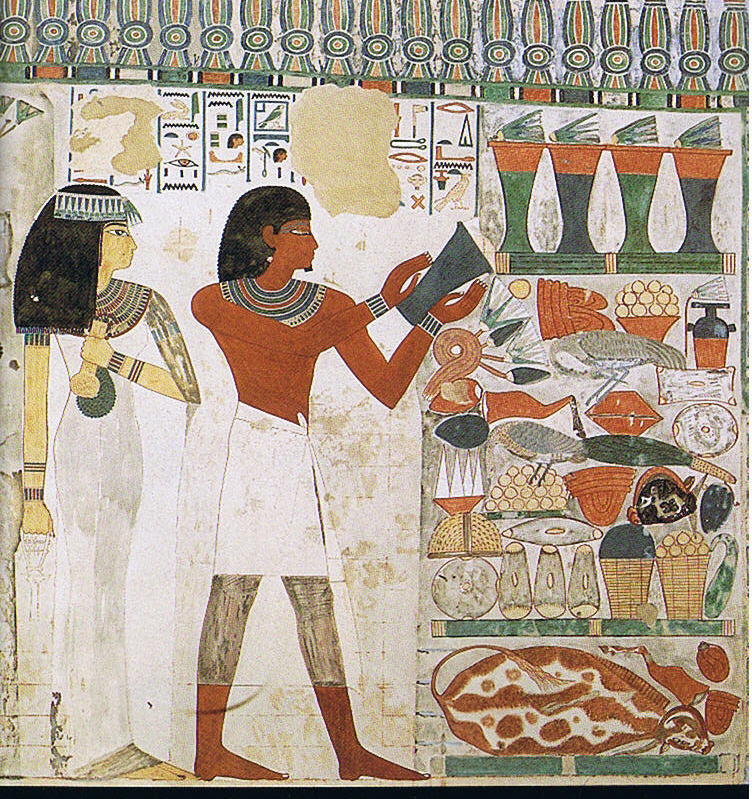
Nakht et sa femme faisant des offrandes
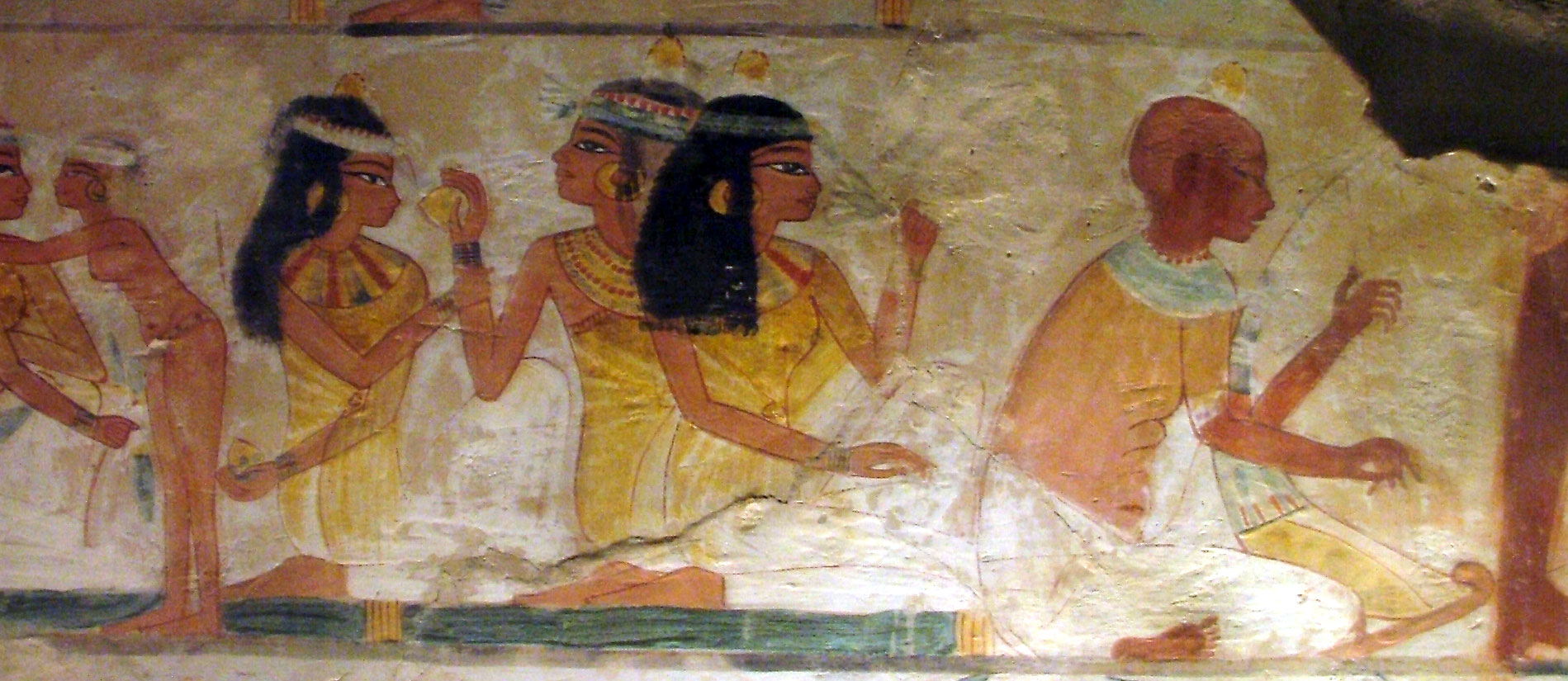
Détail : Suivantes
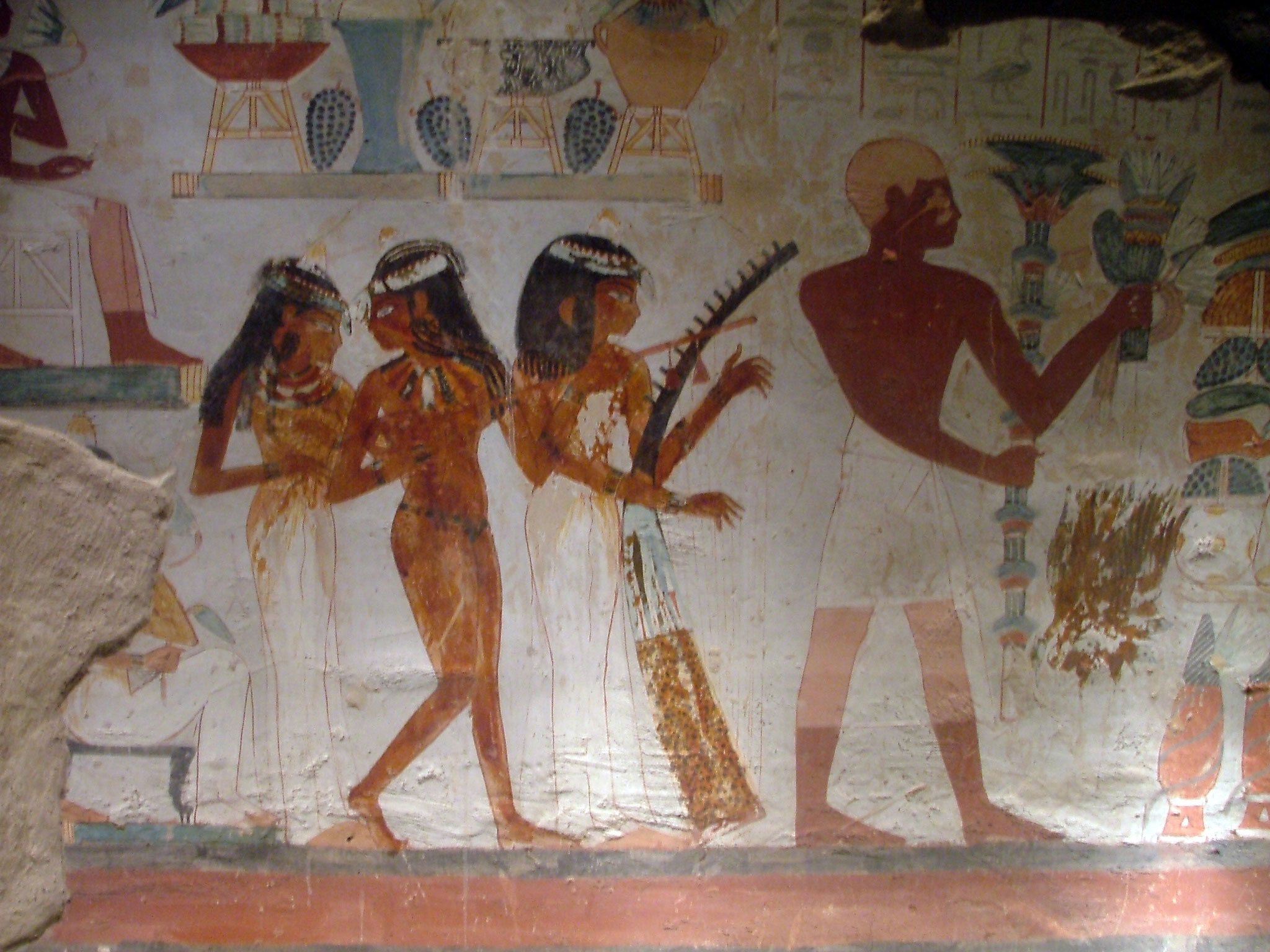
Détail: Musiciennes